# Von Jour Caux
Von Jour Caux (梵寿綱, Bon Jukō) est le pseudonyme de Toshirō Tanaka (田中 俊郎, Tanaka Toshirō), né le 27 janvier 1934, architecte et artiste japonais, souvent appelé le Gaudi japonais.

## Éléments biographiques
Né dans le quartier Asakusa de l'arrondissement populaire de Taitō à Tokyo, il étudie l'architecture à l'Université Waseda et à l'École de l'Art Institute of Chicago.
En 1958, Von Jour Caux commence à travailler en tant qu'architecte traditionnel mais en 1971 abandonne la pratique architecturale classique et en 1974 forme une troupe d'artistes et d'artisans appelée Art Complex. Leur pratique est la renaissance du mouvement Arts & Crafts dans l'espace architectural, telles que l'utilisation d'ornements, d'icônes et de styles symboliques comme le « Mouvement Art Complex ».

## Source de la traduction
- (en) Cet article est partiellement ou en totalité issu de l’article de Wikipédia en anglais intitulé « Von Jour Caux » (voir la liste des auteurs).